# Kraftwerk Antuco
Das Kraftwerk Antuco (spanisch Central [hidroeléctrica] Antuco) ist ein Wasserkraftwerk am Río de La Laja in Chile. Das Kraftwerk liegt in der Region VIII, ungefähr 90 km östlich der Stadt Los Ángeles. Die Vulkane Antuco und Sierra Velluda befinden sich ca. 25 km südöstlich des Kraftwerks. Ungefähr fünf Kilometer flussabwärts liegt das Absperrbauwerk für die Ausleitungskraftwerke Quilleco und Rucúe.
Mit dem Projekt zur Errichtung des Kraftwerks wurde im Jahre 1974 begonnen. Es ging 1981 in Betrieb. Antuco ist im Besitz der Empresa Nacional de Electricidad S.A. Chile (ENDESA) und wird auch von ENDESA betrieben.

## Absperrbauwerke

### Río Polcura
Am Río Polcura wurde ungefähr 3,6 km unterhalb vom Auslauf des Kraftwerks El Toro eine Talsperre (span. Bocatoma Polcura) errichtet, die den Polcura zu einem Stausee mit einem Volumen von 1 Mio. m³ aufstaut. Die Talsperre hat eine Länge von 152 und eine Höhe von 26,5 m. Von der Talsperre geht ein mit Beton ausgekleideter Tunnel (Länge 4970 m, Durchmesser 6,6 m) mit einer Kapazität von 160 m³/s ab.

### Río Laja
Am Río de La Laja wurde ungefähr 450 m unterhalb vom Auslauf des Kraftwerks Abanico eine Stauanlage (span. Bocatoma Laja) mit einer Länge von 150 m errichtet, die das Wasser des Laja durch Kanäle und Tunnel mit einer Gesamtlänge von mehr als 6500 m und einer Kapazität von 50 m³/s ableitet.

### Sonstiges
Neben den beiden Absperrbauwerken an Polcura und Laja gibt es noch zwei weitere, kleinere Stauanlagen am Río Pichipolcura und am Estero El Toro, die das Wasser über Tunnel zu den jeweiligen Haupttunneln leiten.
Die beiden Haupttunnel vereinigen sich zu einem gemeinsamen Tunnel (Länge 7,6 km, Durchmesser 7,1 m), an den sich die Fallzone anschließt. Dort befindet sich das Wasserschloss (Höhe 80 m, Durchmesser 6,5 m). Danach wird das Wasser durch zwei Druckrohrleitungen (Länge 500 m, Durchmesser 5 m) zu den Turbinen des Kraftwerks geleitet.

## Kraftwerk
Das Kraftwerk Antuco verfügt über eine installierte Leistung von 320 (bzw. 324) MW. Die durchschnittliche Jahreserzeugung schwankt: sie lag im Jahre 2000 bei 1,353 Mrd. kWh und im Jahre 2003 bei 1,887 Mrd. kWh.
Die beiden Maschinen des Kraftwerks wurden 1981 in Betrieb genommen. Die Francis-Turbinen leisten jede maximal 160 (bzw. 162) MW. Die Daten der ursprünglich vorgesehenen Maschinen waren: Leistung 150 MW und Nenndrehzahl 250/min; Nennspannung der Generatoren 13,8 kV. Sowohl die Turbinen als auch die Generatoren wurden von Hitachi geliefert. In der Schaltanlage wird die Generatorspannung von 13,8 kV mittels Leistungstransformatoren auf 220 (bzw. 230) kV hochgespannt. Von der Schaltanlage führt eine Doppelleitung zum Kraftwerk El Toro sowie eine einfache Leitung zum Umspannwerk Charrúa.
Die Fallhöhe beträgt 190 m. Der maximale Durchfluss liegt bei 200 m³/s.

## Sonstiges
Die Gesamtkosten für das Kraftwerk beliefen sich auf 504 Mio. USD (ohne Finanzierungskosten). Die IDB gewährte am 9. August 1974 einen Kredit in Höhe von 75,3 Mio. USD. Die österreichische BAWAG gewährte ein Darlehen über 182 Mio. ATS.